# Enric IV d'Avaugour
Enric IV d'Avaugour (~1280 - 1 de febrer de 1334) fou senyor d'Avaugour a l'antic comtat de Goëlo. Era fill d'Enric III d'Avaugour i de Maria de Brienne i va succeir al seu pare a la senyoria el 1301. Es va casar el 1305 amb Joana d'Harcourt (morta el 1346) de la que va tenir tres fills. La unió el 1318 de la seva filla gran Joana d'Avaugour amb Guiu comte de Penthièvre, el germà del duc Joan III de Bretanya va permetre la reconstitució del patrimoni familiar, amb el comtat de Penthièvre que els havia estat confiscat el 1214 per Pere I Mauclerc. Els tres fills del seu matrimoni foren: Joana d'Avaugour (? - 28 de juliol de 1327) casada el 1318 amb Guiu de Penthièvre, Margarita, casada amb Arveu o Hervé VII de Léon, mort el 1343 i després amb Jofré dels Vaux, Isabel casada amb Jofré VIII de Châteaubriant mort el 1347 després amb el vescomte, Lluís I de Thouars mort el 1370. Fou enterrat a la necròpolis familiar del convent dels Franciscans de Guingamp.